# Vznešený divoch

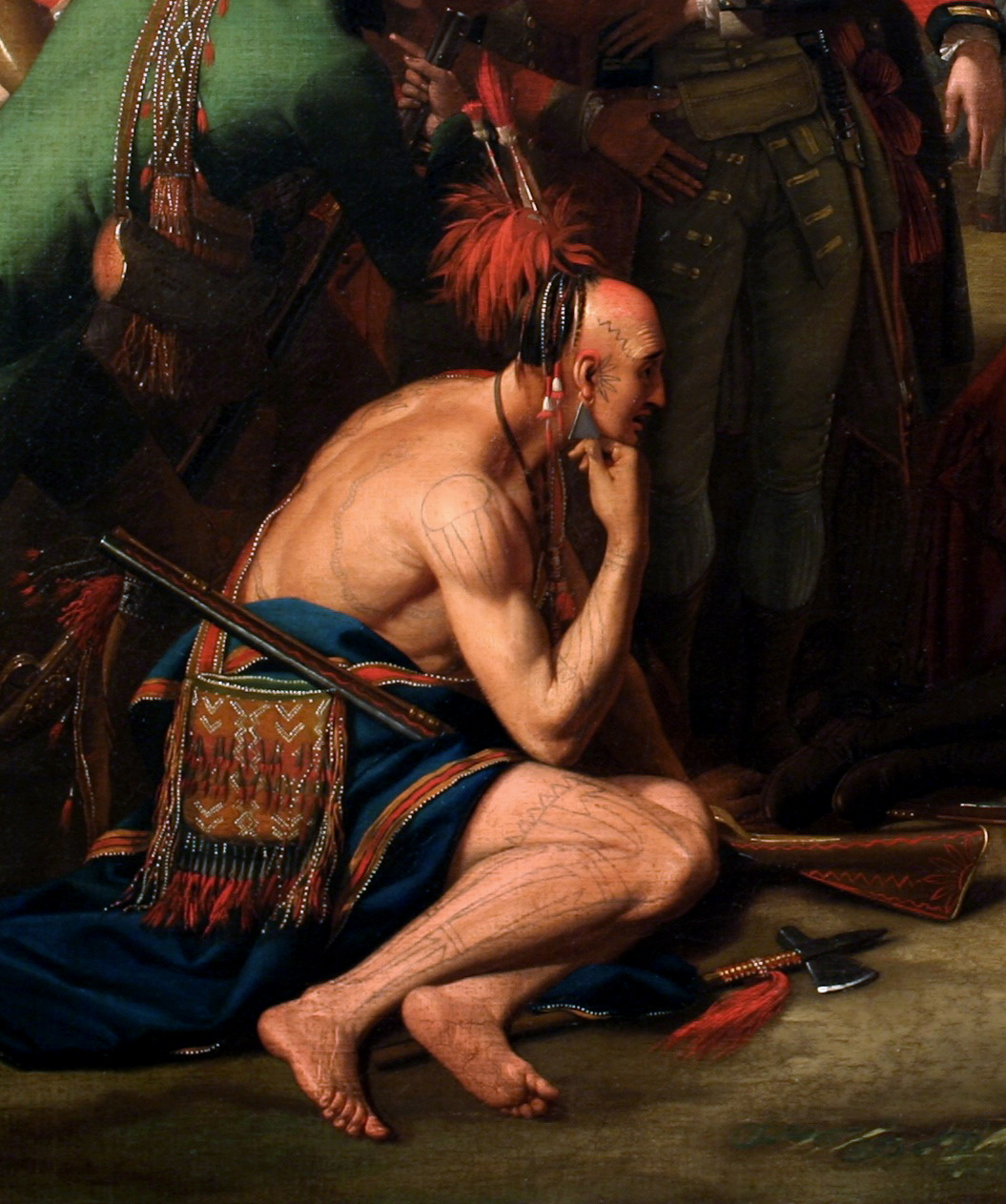
Detail obrazu Smrt generála Wolfa od Benjamina Westa znázorňující idealizovaného amerického indiána

Termín vznešený divoch (anglicky noble savage) v literatuře představuje idealizovaný koncept domorodce či necivilizovaného člověka, který symbolizuje „vrozenou dobrotu někoho, kdo nebyl vystaven korumpujícím vlivům civilizace“. V angličtině se tento výraz poprvé objevil v 17. století ve hře Dobytí Granady (1672) od Johna Drydena, kde se tak označil křesťanský princ převlečený za španělského muslima. Glorifikace vznešeného divocha je jedním z dominantních témat romantické literatury 18. a 19. století a můžeme jej nalézt například v dílech Jean-Jacquese Rousseaua. Podobný koncept však lze vysledovat až do starověkého Řecka.
Jako řečnický oxymóron jej v roce 1851 sarkasticky použil anglický romanopisec Charles Dickens, když tak pojmenoval svou satirickou esej, kterou se chtěl distancovat od romantického primitivismu 18. a počátku 19. století.
Koncept sentimentálně popsaných amerických domorodců se též objevuje například v dílech autorů, jako jsou François René de Chateaubriand či James Fenimore Cooper.